# Seznam chráněných území v okrese Žilina
Toto je seznam chráněných území v okrese Žilina aktuální k roku 2017, ve kterém jsou uvedena chráněná území v oblasti okresu Žilina.
| Kód  | Obrázek                                 | Typ | Název                     | Rozloha (ha) | Galerie Commons                                                     | Popis území | Souřadnice                          |
| ---- | --------------------------------------- | --- | ------------------------- | ------------ | ------------------------------------------------------------------- | --- | ----------------------------------- |
| 227  | Brodniarka                              | PR  | Brodnianka                | 25,9400      | Kategorie „Brodnianka“ na Wikimedia Commons                         | | 49°15′50″ s. š., 18°45′54″ v. d.    |
| 237  |                                         | PR  | Čierna Lutiša             | 26,3500      |                                                                     | |                                     |
| 243  | Domašínsky meandr                       | PP  | Domašínský meandr         | 80,3700      | Kategorie „Domašínsky meander“ na Wikimedia Commons                 | | 49°10′15″ s. š., 18°53′24″ v. d.    |
| 1099 |                                         | CHA | Hate                      | 0,5793       |                                                                     | |                                     |
| 270  | Hričovská skalná ihla                   | PP  | Hričovská skalná ihla     | 0,6300       | Kategorie „Hričovská skalná ihla“ na Wikimedia Commons              | | 49°13′14″ s. š., 18°36′51″ v. d.--> |
| 269  | Hričovské rífy                          | PP  | Hričovské rífy            | 0,2000       |                                                                     | | 49°13′19″ s. š., 18°37′24″ v. d.    |
| 274  | Popis obrazku                           | NPR | Chleb                     | 412,8700     | Kategorie „Chleb“ na Wikimedia Commons                              | Pestrý a zachovalý geobiocenologický komplex se skalnatými partiemi, roklemi a kamennými moři, které se nacházejí na severní straně Chlebu. Jsou zde zachovalé společenství kosodřeviny a alpských luk. Žijí a rostou zde vzácné druhy živočichů a rostlin | 49°11′16″ s. š., 19°3′6″ v. d.      |
| 304  | Popis obrazku                           | NPR | Kľak                      | 85,7100      | Kategorie „Kľak (peak in Malá Fatra)“ na Wikimedia Commons          | Vrcholová část nejjižnějšího výběžku Malé Fatry s cennými skalními a lesními rostlinnými společenstvy. Výskyt subalpínských prvků na jedné z okrajových lokalit západní části Karpat umožňuje vědecké, naučné a kulturně-osvětové využití                  | 48°58′41″ s. š., 18°38′17″ v. d.    |
| 835  | Kozol                                   | NPR | Kozol                     | 91,5800      | Kategorie „Kozol“ na Wikimedia Commons                              | | 49°6′45″ s. š., 18°45′30″ v. d.     |
| 321  |                                         | PP  | Krasniansky luh           | 15,2100      |                                                                     | |                                     |
| 323  |                                         | NPR | Krivé                     | 203,7200     |                                                                     | |                                     |
| 330  | Kysucká brána, pohľad z rozhľadne Tábor | PP  | Kysucká brána             | 0,6120       |                                                                     | | 49°16′4″ s. š., 18°44′58″ v. d.     |
| 1232 | Popis obrazku                           | PP  | Partizánska jaskyňa       | —            |                                                                     | | 49°7′57″ s. š., 18°30′13″ v. d.     |
| 384  | Poluvsianská skalní jehla               | PP  | Poluvsianská skalní jehla | 1,9466       | Kategorie „Poluvsianska skalná ihla“ na Wikimedia Commons           | | 49°8′6″ s. š., 18°42′15″ v. d.      |
| 393  | Prípor                                  | NPR | Prípor                    | 272,2700     | Kategorie „Prípor“ na Wikimedia Commons                             | Přirozená společenstva jedlo-bukového lesa a pásma kosodřeviny s výskytem vzácných druhů rostlin a živočichů | 49°11′35″ s. š., 18°59′32″ v. d.    |
| 405  | Vrchol Rochovice                        | PR  | Rochovica                 | 31,5800      | Kategorie „Rochovica“ na Wikimedia Commons                          | | 49°15′56″ s. š., 18°44′36″ v. d.    |
| 408  | Stohové sedlo, Veľký Rozsutec           | NPR | Rozsutec                  | 841,5500     | Kategorie „Veľký Rozsutec“ na Wikimedia Commons                     | | 49°13′48″ s. š., 19°5′52″ v. d.     |
| 422  | Slnečné skaly z Poluvsia                | PR  | Slnečné skaly             | 90,5400      | Kategorie „Súľovské vrchy“ na Wikimedia Commons                     | | 49°8′40″ s. š., 18°42′52″ v. d.     |
| 431  | Starý hrad                              | NPR | Starý hrad                | 85,4200      | Kategorie „NPR Starý hrad“ na Wikimedia Commons                     | Přirozené lesní společenstva dubo-bukového a bukového lesního vegetačního stupně Malé Fatry s výskytem jedle a borovice | 49°10′27″ s. š., 18°54′7″ v. d.     |
| 432  | Strážov - pohled od Zliechova           | NPR | Strážov                   | 480,0100     | Kategorie „Strážov (peak in Strážovské vrchy)“ na Wikimedia Commons | | 48°57′16″ s. š., 18°27′42″ v. d.    |
| 435  | NPR Suchý                               | NPR | Suchý                     | 429,4200     | Kategorie „Suchý (Malá Fatra)“ na Wikimedia Commons                 | | 49°10′28″ s. š., 18°57′18″ v. d.    |
| 437  | Súľovské skály                          | NPR | Súľovské skály            | 543,2300     | Kategorie „Súľovské skaly“ na Wikimedia Commons                     | | 49°9′26″ s. š., 18°34′ v. d.        |
| 445  |                                         | PR  | Šujské rašelinisko        | 10,8000      |                                                                     | |                                     |
| 451  | Tiesňavy                                | NPR | Tiesňavy                  | 479,2100     | Kategorie „Tiesňavy“ na Wikimedia Commons                           | | 49°14′40″ s. š., 19°2′17″ v. d.     |
| 460  | Turská skala                            | PP  | Turská skala              | 4,3800       |                                                                     | | 49°8′49″ s. š., 18°43′54″ v. d.     |
| 465  | Veľká Bránica                           | NPR | Veľká Bránica             | 332,0900     | Kategorie „Veľká Bránica“ na Wikimedia Commons                      | | 49°13′ s. š., 18°59′58″ v. d.       |